# Campeonato Chileno de Futebol de 2017 Transición - Segunda Divisão
O Campeonato Chileno de Futebol de Segunda Divisão de 2017 Transición (oficialmente Campeonato Nacional de Transición Loto de Primera B del Fútbol Profesional 2017) foi a 67ª edição do campeonato do futebol do Chile, segunda divisão, no formato "Primera B". Os 16 clubes jogam em turno. O campeão - melhor colocado na tabela geral - jogaria uma partida com o segundo melhor colocado da tabela geral do Campeonato Chileno de Futebol de 2016-17 - Segunda Divisão e, se vitorioso fosse, jogaria mais uma partida com o último colocado do Campeonato Chileno de Futebol de 2017 Transición. O vencedor desta partida iria ser promovido para o Campeonato Chileno de Futebol de 2018. O último na tabela de promedios seria rebaixado para a Segunda División Profesional de 2018, terceiro escalão chileno.

## Participantes
| Equipe                                        | Cidade                                                   | Região                           | No ano anterior                                             | Estádio                                       | Capacidade | Títulos                      | Participações |
| --------------------------------------------- | -------------------------------------------------------- | -------------------------------- | ----------------------------------------------------------- | --------------------------------------------- | ---------- | ---------------------------- | ------------- |
| Club de Deportes Coquimbo Unido               | Coquimbo                                                 | Região de Coquimbo               | Terceiro Lugar                                              | Estádio La Pampilla                           | ---        | 2 (1962, 1977)               | 35            |
| Club Deportivo Magallanes                     | Maipú                                                    | Região Metropolitana de Santiago | Oitavo Lugar                                                | Estádio Santiago Bueras                       | 4.000      | 0 (não possui)               | 33            |
| Corporación Club de Deportes Santiago Morning | Independencia                                            | Metropolitana de Santiago        | Quinto Lugar                                                | Santa Laura                                   | 22.375     | 3 (1959, 1974, 2005)         | 22            |
| Club de Deportes Copiapó                      | Copiapó                                                  | Região de Atacama                | Décimo Primeiro Lugar                                       | Estádio Luis Valenzuela Hermosilla            | 8.000      | 0 (não possui)               | 15            |
| Club de Deportes Unión San Felipe             | San Felipe                                               | Região de Valparaíso             | Décimo Lugar                                                | Estádio Municipal de San Felipe               | 18.500     | 3 (1970, 2000, 2009)         | 37            |
| Club de Deportes La Serena                    | La Serena                                                | Região de Coquimbo               | Quarto Lugar                                                | Estádio La Portada                            | 18.500     | 3 (1957, 1987, 1996)         | 24            |
| Club Social de Deportes Rangers               | Talca                                                    | Região de Maule                  | Sétimo Lugar                                                | Estádio Fiscal de Talca                       | 8.324      | 3 (1988, 1993 1997 Apertura) | 21            |
| Deportes Iberia                               | Los Ángeles                                              | Região de Bío-Bío                | Décimo Quarto Lugar                                         | Estádio Municipal de Los Ángeles              | 5.000      | 0 (não possui)               | 41            |
| Club de Deportes Puerto Montt                 | Puerto Montt                                             | Região de Los Lagos              | Nono Lugar                                                  | Estádio Regional de Chinquihue                | 5.300      | 1 (2002)                     | 23            |
| Club de Deportes Ñublense                     | Chillán                                                  | Região de Bío-Bío                | Décimo Terceiro Lugar                                       | Estádio Bicentenário Municipal Nelson Oyarzún | 12.000     | 1 (1976)                     | 41            |
| Club de Deportes Cobreloa                     | Calama                                                   | Região de Antofagasta            | Sexto Lugar                                                 | Estádio Municipal de Calama                   | 12.000     | 0 (não possui)               | 3             |
| Club de Deportes Valdivia                     | Valdivia                                                 | Região de Los Lagos              | Décimo Segundo Lugar                                        | Estádio Parque Municipal de Valdivia          | 5.300      | 0 (não possui)               | 8             |
| Club Deportivo San Marcos de Arica            | Arica                                                    | Região de Arica e Parinacota     | Vice Campeão                                                | Estádio Carlos Dittborn                       | 10.000     | 2 (1981, ´2012)              | 33            |
| Club de Deportes Unión La Calera              | La Calera                                                | Região de Valparaíso             | Décimo Quinto Lugar                                         | Estádio Municipal Nicolás Chahuán Nazar       | 10.000     | 2 (1961, 1984)               | 36            |
| Club Deportes Cobresal                        | Localidade de El Salvador, na comuna de Diego de Almagro | Região de Atacama                | Rebaixado do Campeonato Chileno de Futebol de 2017 Clausura | Estádio El Cobre                              | 8.000      | 2 (1983, 1998)               | 13            |

## Campeão
| Campeão Chileno Segunda Divisão 2017 Transición                  |
| ---------------------------------------------------------------- |
| Club de Deportes Unión La Calera (La Calera) (3º título) Campeão |